# Ivar Lykke
Ivar Lykke (ur. 9 stycznia 1872 w Trondheim, zm. 6 stycznia 1949) – norweski polityk.
W latach 1916–1945 był członkiem, a 1920–1926 przewodniczącym Stortingu. Od 1926 do 1928 pełnił funkcję premiera Norwegii. W latach 1923–1926 zajmował stanowisko przewodniczącego Høyre.